# New England Patriots 1983
La stagione 1983 dei New England Patriots è stata la 15ª della franchigia nella National Football League, la 25ª complessiva e la seconda con Ron Meyer come capo-allenatore. La stagione si concluse con un bilancio di otto vittorie e otto sconfitte, al secondo posto a pari merito della AFC East division. 

## Calendario
| Turno | Data       | Avversario             | Risultato | Pubblico |
| ----- | ---------- | ---------------------- | --------- | -------- |
| 1     | 4/9/1983   | Baltimore Colts        | S 29–23   | 45,526   |
| 2     | 11/9/1983  | at Miami Dolphins      | S 34–24   | 59,343   |
| 3     | 18/9/1983  | New York Jets          | V 23–13   | 43,182   |
| 4     | 25/9/1983  | at Pittsburgh Steelers | V 28–23   | 58,282   |
| 5     | 2/10/1983  | San Francisco 49ers    | S 33–13   | 54,293   |
| 6     | 9/10/1983  | at Baltimore Colts     | S 12–7    | 35,618   |
| 7     | 16/10/1983 | San Diego Chargers     | V 37–21   | 59,016   |
| 8     | 23/10/1983 | at Buffalo Bills       | V 31–0    | 60,424   |
| 9     | 30/10/1983 | at Atlanta Falcons     | S 24–13   | 47,546   |
| 10    | 6/11/1983  | Buffalo Bills          | V 21–7    | 42,604   |
| 11    | 13/11/1983 | Miami Dolphins         | V 17–6    | 60,771   |
| 12    | 20/11/1983 | Cleveland Browns       | S 30–0    | 40,987   |
| 13    | 27/11/1983 | at New York Jets       | S 26–3    | 48,620   |
| 14    | 4/12/1983  | New Orleans Saints     | V 7–0     | 24,579   |
| 15    | 11/12/1983 | at Los Angeles Rams    | V 21–7    | 46,503   |
| 16    | 18/12/1983 | at Seattle Seahawks    | S 24–6    | 59,688   |

## Classifiche
| AFC East             | AFC East | AFC East | AFC East | AFC East | AFC East | AFC East | AFC East | AFC East | AFC East |
|                      | V        | S        | P        | %        | DIV      | CONF     | PF       | PS       | Str.     |
| -------------------- | -------- | -------- | -------- | -------- | -------- | -------- | -------- | -------- | -------- |
| Miami Dolphins(2)    | 12       | 4        | 0        | .750     | 6–2      | 9–3      | 389      | 250      | V5       |
| New England Patriots | 8        | 8        | 0        | .500     | 4–4      | 6–6      | 274      | 289      | S1       |
| Buffalo Bills        | 8        | 8        | 0        | .500     | 4–4      | 7–5      | 283      | 351      | S2       |
| Baltimore Colts      | 7        | 9        | 0        | .438     | 3–5      | 5–9      | 264      | 354      | V1       |
| New York Jets        | 7        | 9        | 0        | .438     | 3–5      | 4–8      | 313      | 331      | S2       |